# 小行星207931
小行星207931（207931 Weihai）是一颗主带小行星，是2008年12月24日于山东大学威海天文台发现的。
該小行星以中國山东省威海市命名。小行星207931创造了三个纪录：它是山东大学威海天文台发现的第一颗小行星 、以山东省城市名称命名的第一颗小行星、中国大陆高校望远镜发现的第一颗小行星。